# Albin Chalandon
Albin Paul Henri Chalandon (ur. 11 czerwca 1920 w Reyrieux, zm. 29 lipca 2020 w Paryżu) – francuski polityk, menedżer i urzędnik państwowy, deputowany, minister w różnych resortach.

## Życiorys
W okresie II wojny światowej działał w ruchu oporu, w 1944 brał udział w działaniach zbrojnych.
Absolwent Faculté des lettres de Paris, uzyskał dyplom ukończenia specjalistycznych studiów filozoficznych. Pracował jako inspektor finansowy. W 1946 dołączył do administracji rządu tymczasowego Léona Bluma, później wchodził w skład gabinetu ministra finansów René Mayera. Od 1950 obejmował menedżerskie i dyrektorskie stanowiska w różnych przedsiębiorstwach, m.in. w BNCI-Afrique czy Banque Commerciale de Paris. Działacz ugrupowań gaullistowskich, był m.in. sekretarzem generalnym Union pour la nouvelle République. Następnie działał w Unii Demokratów na rzecz Republiki (m.in. jako zastępca sekretarza generalnego), a później w Zgromadzeniu na rzecz Republiki.
Od 1967 do 1968, następnie od 1973 do 1976 i w 1986 sprawował mandat deputowanego do Zgromadzenia Narodowego. Od maja 1968 do lipca 1968 był ministrem przemysłu w rządzie Georges’a Pompidou. Później do lipca 1972 zajmował stanowisko ministra ds. zaopatrzenia i mieszkalnictwa w gabinetach, którymi kierowali Maurice Couve de Murville i Jacques Chaban-Delmas. Kierował później przedsiębiorstwem paliwowym ERAP (1977–1980) oraz kompanią Elf Aquitaine (1977–1983). Od marca 1986 do maja 1988 był ministrem sprawiedliwości w drugim rządzie premiera Jacques’a Chiraca.
Odznaczony Krzyżem Wielkim Legii Honorowej.